# アスム
株式会社アスムは、福島県いわき市に本社を置く復興関連業務を手掛ける企業である。

## 概要
福島県浜通りを地盤とし、東日本大震災後の2014年3月に福島県の復興を目的とし創業した企業である。業務の内容としては、帰還困難区域内の空間線量測定、車輛汚染検査、身体汚染検査など放射線管理業務中心に行っている。その他にも、放射線管理手帳発行機関、不動産業、保険代理業なども行っている。